# Исламский Иранский фронт сопротивления
Исламский Иранский фронт сопротивления, или Фронт сопротивления Исламского Ирана (перс. جبهه ایستادگی ایران اسلامی‎, Джебхейе Истадегие Иране Эслами), или просто Фронт сопротивления, также переводимый как Фронт выносливости — это политическое движение Ирана, основанное после выборов в 2011 году. Деятельность этого объединения осуществляется под руководством Мохсена Резайи. Представители Фронта сопротивления Исламского Ирана соревновались с кандидатами избирательного списка на выборах в законодательные органы Ирана в 2012 году и смогли выиграть эксклюзивные места (не разделяемые с представителями других партий) в Маджлисе (Парламенте Ирана).

## Основные причины формирования движения

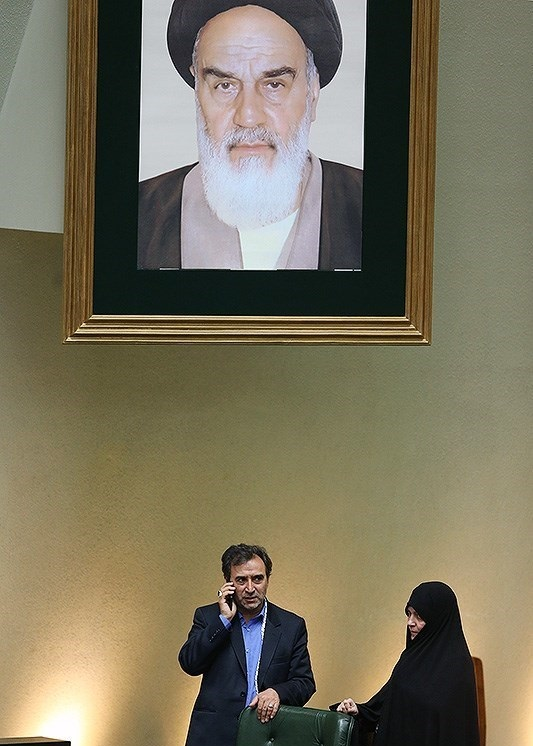

- Возникновение и развитие диверсионных и антигосударственных настроений в иранском обществе после выборов 2011 года;
- Ненадлежащее поведение представителей других партий и движений в государственных органах страны после выборов 2011 года;
- Негативное влияние социально-экономической и культурной ситуации в стране, а также региональная нестабильность;
- Для достижения целей, поставленных в документе под названием «Горизонт 1404 года» — это программа социального, экономического, политического и культурного развития Ирана, положения который планируется достигнуть к 1404 году (2025 год);
- Требования нового поколения, необходимость основательных и фундаментальных изменений в науке, в частности в сфере образования и информационных технологий на мировом уровне.

## Устав Фронта сопротивления
С первого дня создания это объединение открыто делилось своей позицией по разным вопросам, так как Устав Фронта сопротивления гласит:

Безусловно, Исламская революция — это наследие борьбы шахидов, насчитывающее более тысячи мучеников и борцов на пути Аллаха, которое сегодня доверяют в наши руки, защита достижений революции является обязательной для всех. В настоящий момент она требует и предполагает проницательность, труд, сопротивление и огромные жертвы. Если мы не сможем выполнять свою функцию в соответствии со сложившимися реалиями, то в истории останется упоминание о нас, как о безответственных и не предприимчивых руководителях… Это не запредельная цель, поскольку сегодня реализация целей Исламской революции оказывает значительное влияние на эффективность функционирования недавно сформировавшейся системы Ирана. Это играет важную роль и революционное обязательство граждан заключается в том, чтобы искоренить обеспокоенность за будущее страны на начальной стадии развития. Создается система, которая в процессе формирования и усовершенствования требует переопределения и возникновения новых чистых исламских мыслей, а также предполагает моделирование и решение проблем одной за другой. Практика последних лет показывает, что небрежность по отношению к этой цели и увлечение решением неактуальных проблем, намеренное привлечение внимания граждан и полемика на отвлеченные темы, а также обещание недостижимых целей, приводит к обеспокоенности духовного лидера Исламской республики Ирана.

Во время проведения выборов в законодательные органы Ирана Фронт сопротивления выступил под лозунгом: «Дом народа — для народа». Цифра «61» в предвыборном логотипе имела символичное отношение к современной ситуации, она напоминала о двух важных событиях в истории Ислама и Исламской республики Иран. Первое — траур Ашура в 61 году по лунному календарю, символизирующий сопротивление и выносливость Имама Хоссейна и его близких родственников и соратников в окружении врагами. То масштабное жертвоприношение сохранило Ислам и предотвратило его исчезновение. Второе событие относится к 1361 году по солнечному календарю, когда состоялась великая победа народа Ирана в ирано-иракском противостоянии с Саддамом Хуссейном и его спонсорами, был освобожден ХоррамШахр.

## Девятая рабочая сессия иранского Парламента и первые действия, предпринятые Фронтом сопротивления
С самого начала Верховный Совет Исламского иранского Фронта сопротивления объявил, что они поддерживают кандидатуру Мохсена Резайи, секретаря Совета по определению политической целесообразности. После этого руководитель Верховного Совета уточнил, что их движение действует на основании Устава «Джамаатайн» — документа, используемого фундаменталистами. Фронт сопротивления Исламского Ирана, сформированный под их влиянием, считался и считается неотъемлемой частью данного «консервативного» течения.
18 числа месяца Абан 1390 года был открыт официальный сайт Фронта сопротивления Исламского Ирана, на котором представлена информация о целях, позиции и членах данной партии.
Несмотря на то, что первоначально они заявили себя как часть Объединенного Фронта фундаменталистов, в конце концов на выборах в Девятую рабочую сессию Меджлиса они выступили в качестве обособленной и независимой партии. В итоге было поддержано 45 кандидатов из числа представителей Фронта сопротивления в 19 избирательных округах, 20 из них — в избирательном округе Тегерана, остальные 25 — в других округах. Секретарь Совета по определению политической целесообразности и основатель Фронта по окончанию избирательной кампании заявил, что более сорока человек вошли в состав Меджлиса.